# Марчук Олександр Петрович
Марчук Олександр Петрович (нар. 05 березня 1977, смт. Луків, Турійський район, Волинська область) — український суддя, голова Касаційного кримінального суду у складі Верховного Суду (з 19 червня 2023 року по теперішній час).

## Освіта
1994 – 1998 роки – навчання в Національній академії внутрішніх справ, спеціальність правознавство, кваліфікація юрист. 

## Кар'єра
Кар'єра [ред. | ред. код]
1998 – 2001 — слідчий, старший слідчий слідчого відділення Ужгородського міського відділу УМВС України в Закарпатській області.
2001 – 2002 — старший слідчий слідчого відділення слідчої частини слідчого управління УМВС України в Закарпатській області.
2002–2006 — суддя Великоберезнянського районного суду Закарпатської області.
2006–2008 — суддя Ужгородського міськрайонного суду Закарпатської області.
2008–2017 — суддя Апеляційного суду Закарпатської області.
Указом Президента України від 10 листопада 2017 р. № 357/2017 призначений суддею Верховного Суду у Касаційному кримінальному суді.
19 червня 2023 року на зборах суддів обраний головою Касаційного кримінального суду у складі Верховного Суду.

## Особисте
Одружений, має трьох дітей.